# Деметрій (король Фессалоніки)
Деметрій I (італ. Demetrio di Monferrato, грец. Δημήτριος Μομφερρατικός; 1205–1230) — 2-й король Фессалонік у 1207—1224 роках.

## Життєпис

### Король
Походив з династії Алерамічі. Син Боніфація I, короля Фессалонік, та Марії Маргарити Арпад. Народився 1205 року в Фессалоніках.
1207 року, після загибелі батька у війні з Болгарським царством успадкував владу. Втім через малий вік регентшею стала його мати. Вона стикнулася з болгарською загрозою, коли цар Калоян взяв в облогу Фессалоніки, проте невдовзі сам загинув. Проти Деметрія I повстали ломбардські барони на чолі із Умберто II, сеньйором Бьяндрата, з метою привести до влади його зведеного брата — Вільгельма VI, маркиза Монферрата. Проте на допомогу малому королю прийшов латинський імператор Генріх I, який 1208 року прибув до Фессалонік. Барони закрили перед ним міські брами і виставили ряд вимог. Імператор тягнув час, прикинувшись, що приймає умови, після чого увійшов до міста, Маргарита відмовилася від вимог баронів, а Генріх I 6 січня 1209 року коронував Деметрія. Ці дії імператора були підтверджені папою римським Інокентієм III.
Втім ситуація залишалася складною, оскільки Умберто II зберіг владу над залогами найбільших фортець королівства, зокрема Серре і Кавала. З огляду на це латинський імператор почав з ним війну, захопивши Серру, але зазнавши невдачі при Кавалі. Сподіваючись досягти взаєморозуміння, Генріх I викликав лицарів Солунського королівства на парламент в Равенніке, але багато лицарі не з'явилися. Імператор змушений був продовжити війну, і зрештою завдав поразки Умберто II. У 1210 році імператор відбив напад епірського війська на Фессалоніки. За цим призначив свого брата Есташа регентом королівства.
У 1216 році після смерті Генріха I, новий латинський імператор П'єр I призначив королем Вільгельма VI Монферратського, після чого вирушив до Італії. По дорозі він потрапив в полон до епірського деспота Феодора Комніна Дуки, тому Вільгельм VI так і не отримав влади
За цим королівство стикнулося з постійним тиском з боку Епірського деспотату, війська якого стали один за іншим захоплювати фортеці в Фессалії. У 1222 році проти Деметрія I з великою потугою виступив Феодор Комнін Дука. Папа римський Гонорій III оголосив хрестовий похід, основною метою якого було повернення земель королівства та захист його від посягань Епірського деспотату. Але проголошення хрестового походу було зустрінуто в Європі без ентузіазму і Вільгельм VIII Монферратський, що очолював цей похід зміг зібрати лише невелику кількість лицарів. Військо прибуло надто пізно, щоб якось допомогти вже обложеним Фессалонікам, які впали 1224 року.

### Останні роки
Деметрій разом з католицьким архієпископом втік до Італії до двору Фрідріха II Гогенштауфена, імператора Священної Римської імперії.
У 1228—1229 роках Деметрій брав участь в Шостому хрестовому поході, сподіваючись після нього отримати допомогу імператора для відновлення влади у Фессалоніках. Але помер у 1230 році в Амальфі. Перед смертю передав свої права на королівство Гогенштауфену.